# Панянка-селянка (повість)
«Панянка-селянка» (рос. Барышня-крестьянка) — повість російського письменника Олександра Пушкіна з циклу «Повістей покійного Івана Петровича Бєлкіна», розпочата 19 і закінчена 20 вересня 1830 року і видана в 1831 році.
Як і повість «Заметіль», «розказана» підставному автору Бєлкіну дівицею К. І. Т.
Головні герої: Іван Петрович Берестов, його син Олексій, сусід поміщик, поміщик-англоман, «справжній російський пан» Григорій Іванович Муромський, його дочка Ліза.

## Сюжет
У повісті «Панянка-селянка» розповідається про дочку багатого поміщика Лізу Муромську, що прикинулася Акулиною — селянською дочкою, щоб сподобатися Олексію Берестову — сину людини, якого Лізин батько ненавидить через несхожості світоглядів. Їй допомагає покоївка Настя. Ліза прикидається неосвіченою; Олексій вчить її грамоти та приходить у захват, бачачи, як швидко та вчиться.
Одного разу Григорій Муромський, виїжджаючи на полювання, не впорався з конем. Так він потрапив в будинок до Берестова і примирився зі старим ворогом. Потім сам Муромський запрошує їх до себе. Але і на цей раз Настя з Лізою зуміли викрутитися з цієї ситуації. Дівчина вмовляє батька нічому не дивуватися і приходить на вечерю набіленою і нафарбованою, в химернім одязі. Олексій не впізнає її.
Здружившись, їхні батьки вирішують одружити своїх дітей. Дізнавшись про це, Олексій приходить в лють і йде з твердим наміром відмовитися від одруження, так як йому подобається звичайна селянка Акулина. Але прийшовши в їх будинок, він впізнає в Лізі свою Акулину, чому невимовно радіє.
Головна ідея повісті полягає у викритті і запереченні умовностей і забобонів того часу і, звичайно, в увазі до життя і буття людини.

## Екранізації
- 1911 — «Панянка-селянка» — перша екранізація, кінофабрики О. О. Ханжонкова, кер. П. І. Чардинін.
- 1916 — «Панянка-селянка», режисер О. Преображенська.
- 1970 — «Панянка-селянка», телефільм режисера Д. Лукової.
- 1995 — «Панянка-селянка», режисер О. Сахаров.